# Francis Courtade
Francis Courtade, né le 8 octobre 1932 à Strasbourg (Bas-Rhin) et mort le 23 février 2012 à Clamart, est un historien français du cinéma.

## Biographie
Francis Courtade est professeur agrégé d'allemand. Il a notamment enseigné au Lycée Michelet (Vanves) puis jusqu'à sa retraite au Lycée Lakanal. Dans ce lycée, il participe aux activités du ciné-club ainsi qu'à celles du club de théâtre.
Parallèlement à sa carrière d'enseignant, il écrit entre les années soixante et quatre-vingts plusieurs ouvrages consacrés au cinéma, sa passion.

## Publications
- Fritz Lang, le Terrain vague, 1963,
- Raymond Borde, Freddy Buache, Francis Courtade, Le Cinéma réaliste allemand, Serdoc, 1965
- Jeune cinéma allemand, Serdoc, 1969
- Les Malédictions du cinéma français : une histoire du cinéma français parlant, 1928-1978, préface de Raymond Borde, Alain Moreau éditeur, 1978
- Cinéma expressionniste, avec le concours de la cinémathèque de Toulouse, Paris, © 1984, Henri Veyrier, Paris.

### coauteur
- Pierre Cadars, Francis Courtade, Le Cinéma nazi, préface de Raymond Borde, Éric Losfeld, 1972
- Pierre Cadars, Francis Courtade, Veit Harlan 1899-1964, Anthologie du cinéma no 72, L'Avant-scène, 1973